# Herri Met de Bles

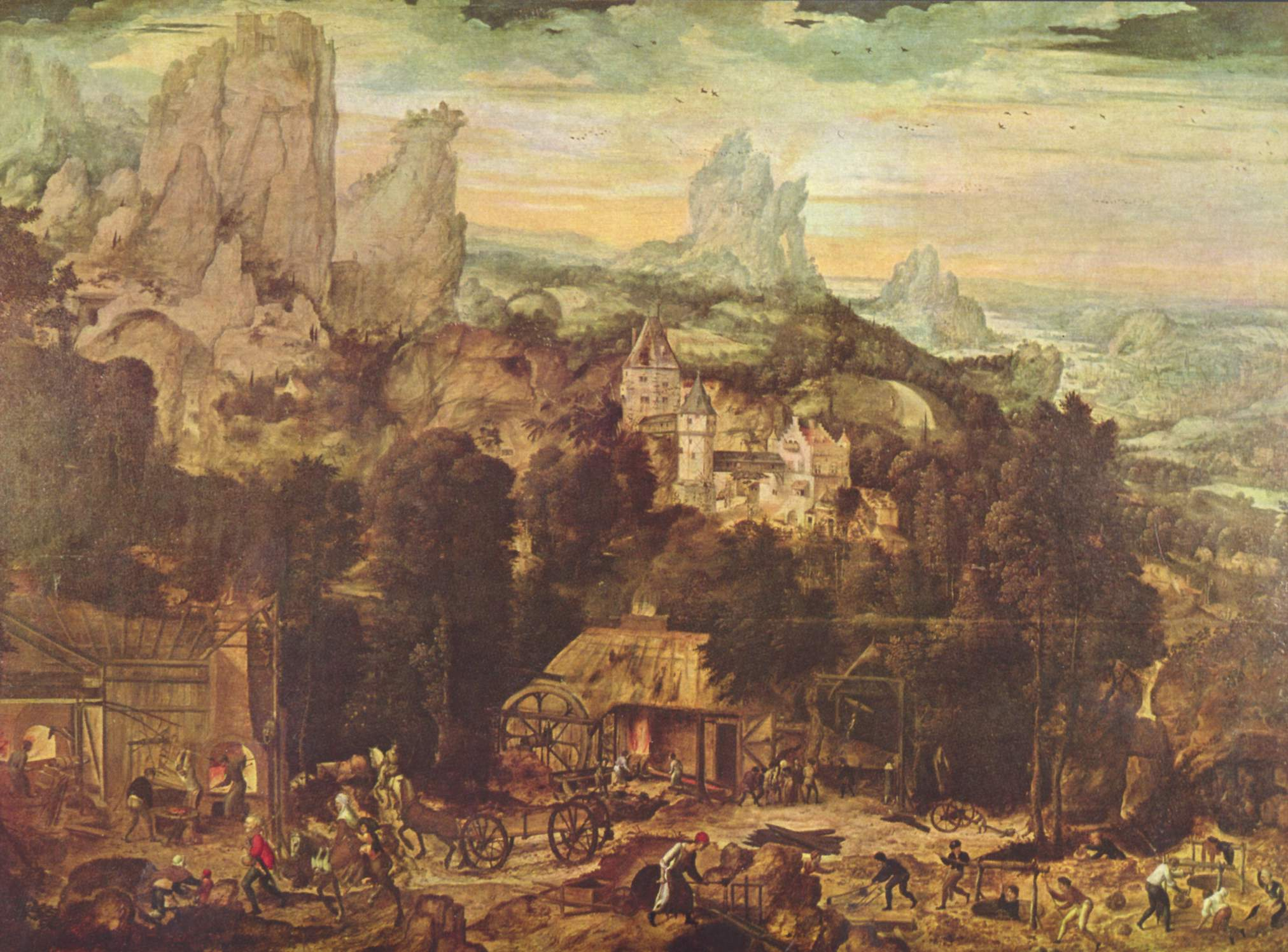
Herri met de Bles, Les mines de coure, Oli sobre taula, 83 x 114 cm.

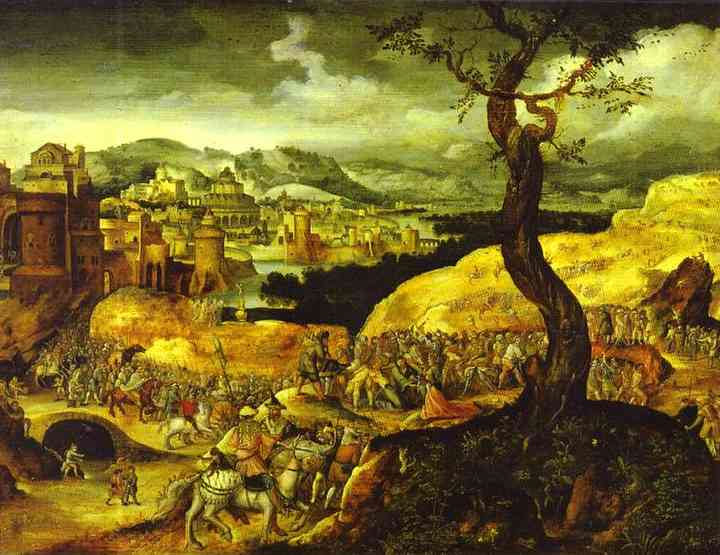
Herri met de Bles, Processó al Gòlgota

Herri met de Bles, (també conegut com a Herri de Dinant, Herry de Patinir, i Civetta) (c. 1510 - c. 1555-1560) va ser un pintor flamenc del Renaixement nòrdic i manierista, especialitzat en paisatges.
Molt poc se sap sobre l'artista. Es creu que va ser Herry de Patinir, qui es va unir a Anvers amb el Gremi de Sant Lluc el 1535 com a pintor. Per un altre costat, també es creu que va ser un pintor de la Casa d'Este dels ducs de Ferrara, on va acabar la seva carrera conegut com "Il Civetta". Va contribuir, juntament amb Joaquim Patinir, a un estil diferent de la pintura paisatgística renaixentista del Nord, combinant paisatges amb petites històries o escenes religioses. Un exemple d'això és l'obra Paisatge amb la predicació de sant Joan Baptista, pintada vers el 1550 i exposada al Museu Nacional d'Art de Catalunya, a Barcelona, procedent del llegat de Beatriu Rocamora Anglada, vídua Huelin, i incorporada al fons del museu el 1953. Juntament amb un grup de seguidors de Hieronymus Bosch amb seu a Anvers que inclou Jan Mandyn, Pieter Huys i Jan Wellens de Cock, Met de Bles va continuar amb la tradició de la imatgeria fantàstica del manierisme nòrdic.